# Pietro Caracciolo
Pietro Caracciolo (Messina, 26 febbraio 1952) è uno scrittore e storico italiano dal 1978 scrive saggistica, storia patria e narrativa, soprattutto di genere fantascientifico e fantastico.

## Biografia
Caracciolo ha lavorato presso il Comune della sua città natale nella locale Biblioteca Tommaso Cannizzaro e nella Biblioteca di Storia Patria annessa all'Archivio Storico.
Attratto dalla fantascienza e dalle discipline scientifiche da lui frequentate nel corso dei suoi studi, inizia a scrivere fantascienza intorno ai diciassette anni, incoraggiato da amici e professori.
Dopo aver percorso le tappe d'obbligo del fandom, i suoi racconti vengono pubblicati sulla rivista Perry Rhodan.
Successivamente alla chiusura della rivista, altri suoi racconti sono stati pubblicati praticamente da tutti gli editori del settore, ovvero Mondadori con Urania, Fanucci Editore, Perseo Libri. Viene pubblicato il suo primo romanzo Nel segno del serpente, edito dalla Editrice Nord nella collana Cosmo Argento.
Tra le sue prime opere si contano anche racconti polizieschi e di narrativa tradizionale che gli hanno fruttato alcuni premi e menzioni.
Ha realizzato e pubblicato alcuni annuari storici della città di Messina e notizie storiche in merito all'Arciconfraternita S. Angelo dei Rossi.
Nel 2009 inizia a raccogliere, commentati, i racconti pubblicati su Perry Rhodan e realizza il primo volume di Ombre del domani che pubblica in selfpublishing.
Nel 2012 Arduino Sacco Editore pubblica il romanzo Memento mori, una storia costruita con sottile ironia e ambientata in una Italia del futuro.
Stimolato dal fatto che buona parte dei suoi racconti siano stati realizzati in chiave umoristica, nel 2013 pubblica Il manuale autentico del perfetto falsario, per i tipi di Armando Siciliano Editore.
Nel 2014 pubblica in selfpublishing il libro autobiografico Sono del 52 e sono... Riflessioni di un sessantaduenne col miraggio della pensione, del TFR, di una nuova vita e, in ultima analisi, di un mondo migliore in cui confronta momenti della propria vita con istantanee storiche dell'epoca.
Nel 2015 per i tipi di Armando Siciliano Editore pubblica La saggezza di Mormon una storia della Chiesa di Gesù Cristo dei Santi degli Ultimi Giorni in Italia dal 1850 ad oggi.
Nel 2020, in selfpublishing, pubblica in ebook I Santi del 'Bel Paese': Due secoli di storia della Chiesa di Gesù Cristo dei Santi degli Ultimi Giorni in Italia, una versione ridotta e aggiornata della storia della chiesa di Gesù Cristo.
Nello stesso 2020 pubblica il libro di fantascienza Guernica, un romanzo che ruota attorno al quadro di Picasso, alla tragica storia dell'omonimo paese e ai viaggi nel tempo.
Ancora nel 2020 per i tipi di Santelli Editore pubblica Sussurri a quattro Zampe - Anche i cani hanno un'anima, un saggio sulla vita oltre la vita degli animali.
Dovranno passare un paio di anni prima che sia nuovamente presente sul mercato editoriale, con un ritorno al self publishing, ma questa volta tramite l'ausilio di Amazon KDP.
Così nel 2023 pubblica un romanzo giallo dal titolo Ombre di Passione sul Palcoscenico: Ho scritto un giallo con l'Intelligenza Artificiale, libro sperimentale realizzato con il supporto di ChatGPT.

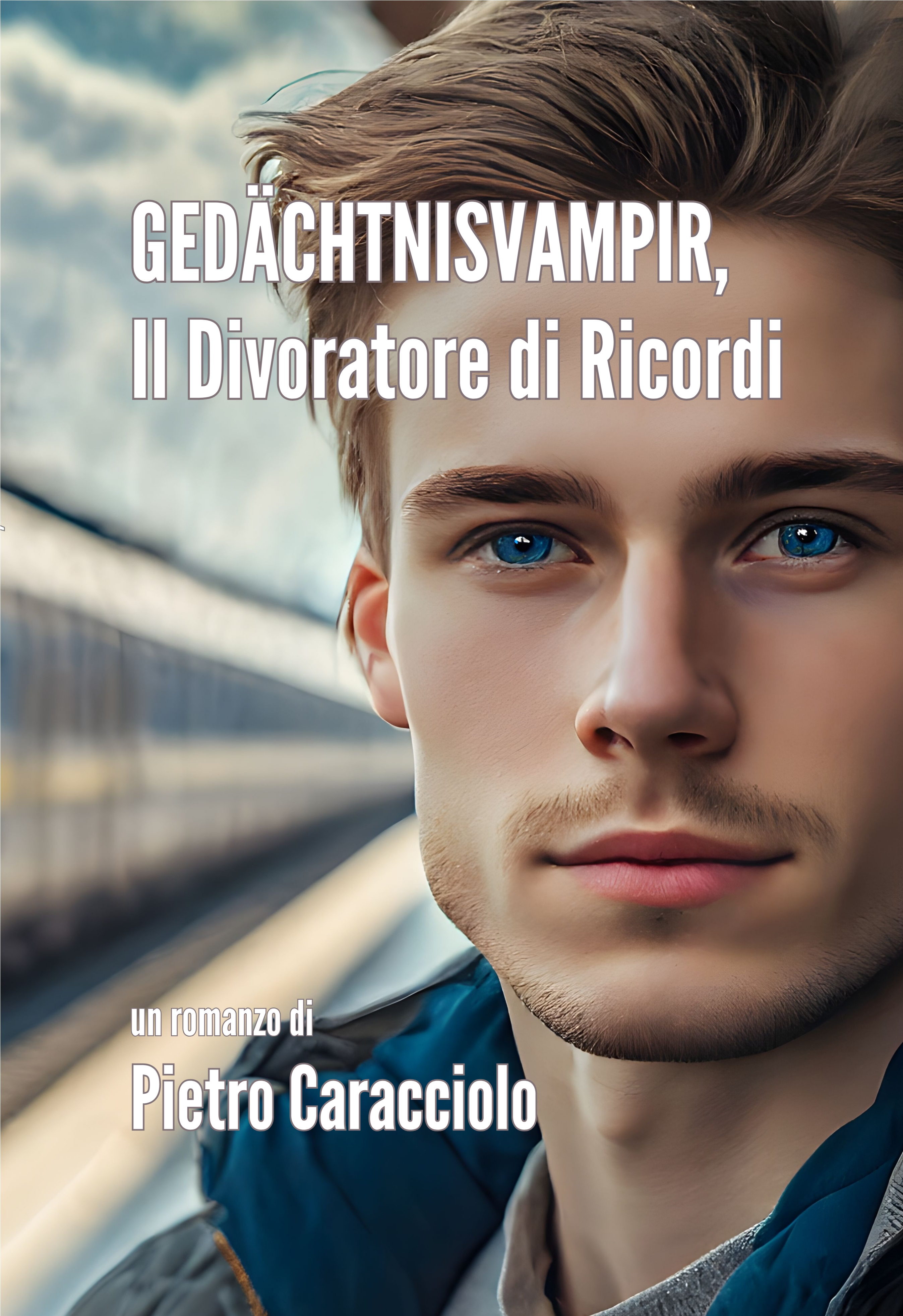
Copertina di Gedächtnisvampir, il Divoratore di Ricordi

Lo stesso 2023 vede la pubblicazione di Gedächtnisvampir, il Divoratore di Ricordi, romanzo di fantascienza alla cui realizzazione ha lavorato diversi anni.
L'anno 2024, dopo una selezione di oltre 600 partecipanti, è presente alla Fiera del Libro di Torino nella sezione Biblioteca del Self Publishing, con Gedächtnisvampir, il Divoratore di Ricordi.
Lo stesso 2024 vede la pubblicazione de L'Algoritmo di Dio, un nuovo romanzo di fantascienza ambientato in un paesino del Molise.

## Opere

### Romanzi ed Opere
- Nel segno del serpente, Milano, 1991, Editrice Nord, ISBN 88-429-0223-3
- 1885 - Storia, cronaca, curiosità e pettegolezzi di un secolo fa a Messina, Messina, 1985, Giovan Battista Magno Editore
- L'arciconfraternita Sant'Angelo dei Rossi in Messina
- Ombre del domani - Volume I, 2010, Edizioni Lulu.com. ISBN 978-14-4571-852-1
- Memento mori, Roma, 2012, Arduino Sacco Editore. ISBN 978-88-6354-629-3
- Il manuale autentico del perfetto falsario, Messina, 2013, Armando Siciliano Editore. ISBN 978-88-7442-676-8
- La saggezza di Mormon, Messina, 2015, Armando Siciliano Editore. ISBN 978-88-7442-770-3
- I Santi del Bel Paese, Milano, 2020, Streetlib, ISBN 9788835804253
- Guernica, Rende, 2020, Rossini, ISBN 9788831469371
- Sussurri a quattro Zampe, Cinisello Balsamo, 2020, Santelli Editore, ISBN 9788831255998
- Ombre di Passione sul Palcoscenico: Ho scritto un giallo con l'Intelligenza Artificiale, 2023, Amazon, ISBN 979-8859353491
- Gedächtnisvampir, il Divoratore di Ricordi, 2023, Amazon, ISBN 979-8870776651
- L'algoritmo di Dio, 2024, Amazon, ISBN 979-8320480596

### Racconti
- Delitto temporale, Milano, 1978, Solaris Editrice in Perry Rhodan n. 20
- Missione, Milano, 1978, Solaris Editrice in Perry Rhodan n. 25
- Gli Dei di Rigel 7, Milano, 1978, Solaris Editrice in Perry Rhodan n. 28
- La predica, Milano, 1979, Solaris Editrice in Perry Rhodan n. 39
- Cosa è il professore?, Milano, 1979, Solaris Editrice in Perry Rhodan n. 40
- Io non voglio entrare!, Milano, 1979, Solaris Editrice in Perry Rhodan n. 42
- Selezione naturale, Milano, 1979, Solaris Editrice in Perry Rhodan n. 43
- Il grande balzo, Milano, 1979, Solaris Editrice in Perry Rhodan n. 44
- Poste computerizzate, Milano, 1979, Solaris Editrice in Perry Rhodan n. 45
- Viaggio verso la terra promessa, Milano, 1980, Solaris Editrice in Perry Rhodan n. 52
- Il punto debole, Milano, 1980, Solaris Editrice in Perry Rhodan n. 59
- Una gita a Capri, Modena, 1981, Black Out Editrice
- Vota anche tu per Frederick A. Pherson!, Milano, 1981, Solaris Editrice in Perry Rhodan n. 66
- Casamatica, Milano, 1983, World SF
- Oltre il muro, Roma, 1984, Fanucci, Il libro d'oro della fantascienza
- Il richiamo, Aosta, 1985, Space Opera
- L'ultimo scherzo di Robert Power, Milano, 1985, Garden Editoriale in Il Romanzo Giallo n. 2
- Indagine al campus, Milano, 1986, Garden Editoriale in Il Romanzo Giallo n. 2
- Il vecchio Frank, Milano, 1987, Mondadori Editore in Urania n. 1054
- Delitto sul palcoscenico, Milano, 1988, Garden Editoriale in Il Romanzo Giallo n. 30
- Una canzone per un assassino, Milano, 1988, Garden Editoriale in Il Romanzo Giallo n. 31
- Simulazione, Milano, 1989, Perseo Libri in Pianeta Italia
- Invito a pranzo con preghiera, Milano, 1990, Mondadori Editore in Sale e Pepe n. 9
- HBJ: uno sport!, Milano, 2017, webzine Nuove Vie